# Donezella
Donezella, monotipski fosilni rod zelenih algi smješten u vlastitu porodicu Donezellaceae, jedina u redu Palaeosiphonocladales, i dio razreda Chlorophyceae.
Nekada uključivane dvije vrtste, Donezella delicata Berchenko, sinonim za Masloviporidium delicatum (Berchenko) J.R.Groves & Mamet.